# Страхилиця
Страхи́лиця (болг. Страхилица) — село в Шуменській області Болгарії. Входить до складу общини Венець.

## Населення
За даними перепису населення 2011 року у селі проживали 82 особи, з них 80 осіб (98,8%) — турки.
Розподіл населення за віком у 2011 році:
Динаміка населення: